# Hvězdný čas

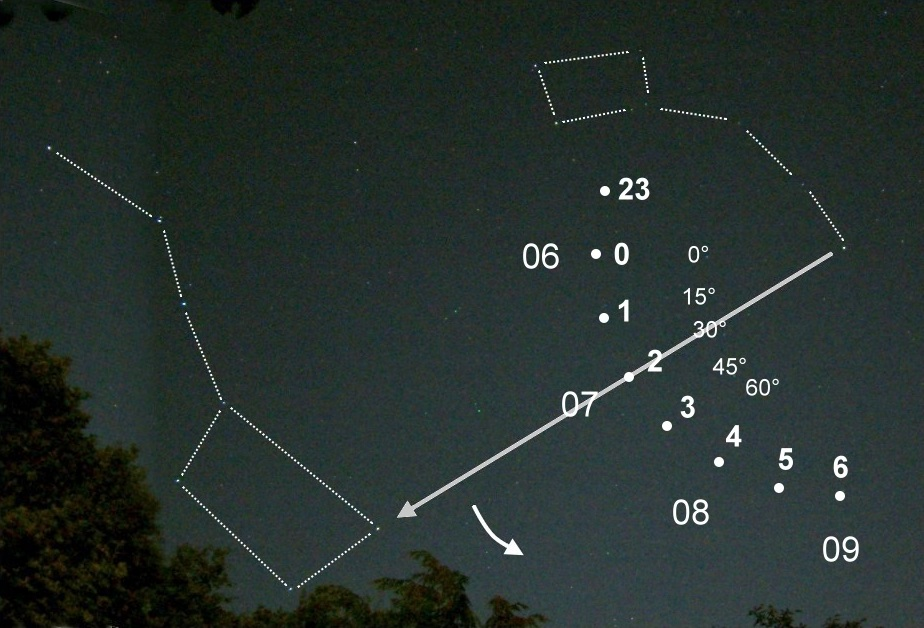
Hvězdný čas určuje polohu souhvězdí na obloze

Hvězdný čas, také siderický čas, se užívá v astronomii k popisu zdánlivého pohybu hvězd po obloze, který je způsoben otáčením Země kolem své osy. V astronomii je definován jako hodinový úhel jarního bodu. Hvězdný čas běží nepatrně rychleji než sluneční čas, který popisuje rotaci Země vůči Slunci a je základem běžně používaného času. Rozdíl je dán pohybem Země po oběžné dráze kolem Slunce, díky němuž Slunce urazí denně vůči hvězdnému pozadí přibližně jeden úhlový stupeň.
Jeden den hvězdného času – hvězdný den (siderický) – se dělí na 24 hodin hvězdného času, které ale trvají jen 23 hodin, 56 minut a 4,09 sekundy slunečního času. Perioda otáčení Země vzhledem ke stálicím je tedy 86164,09 sekund.

## Rozdíl hvězdného a slunečního času

Schematické znázornění rozdílu:
1 – výchozí pozice Země
2 – po uplynutí hvězdného dne
3 – po uplynutí slunečního dne

Rozdíl mezi hvězdným a slunečním časem je způsoben tím, že zatímco Země vykoná jednu otáčku vůči hvězdám, posune se zároveň po své zakřivené dráze kolem Slunce asi o 2,5 milionu kilometrů, takže Slunce v tu chvíli není na stejném místě na obloze jako na počátku hvězdného dne. Za jeden rok vykoná Země o jednu otáčku více vůči vzdáleným hvězdám než vůči Slunci, které oběhla. Tato otáčka odpovídá délce jednoho dne, rozdíl přepočítaný na jeden den dává necelé 4 minuty (24 × 60 minut : 365). Hvězdný a sluneční čas mají stejnou hodnotu jednou za rok – o podzimní rovnodennosti.
Světový čas je v podstatě časem slunečním, protože je na rozdíl od hvězdného času odvozen od pohybu Slunce. Ovšem sluneční čas není totéž co občanský čas. V astronomii sluneční čas stejně jako hvězdný čas popisují pohyb nebeských těles a nejsou ani fyzikálním časem ve smyslu součásti časoprostoru.

## Užití k orientaci na obloze
Místní hvězdný čas (LST) dává přepočet mezi rektascenzí (RA) zvoleného objektu, kterou lze najít v astronomickém atlase, a jeho hodinovým úhlem (t), dle kterého lze objekt najít na obloze, případně na něj zaměřit dalekohled na paralaktické montáži.
{\displaystyle t=LST-RA}
Hodinový úhel {\displaystyle t=0} odpovídá místnímu poledníku (meridiánu). Tam najdeme hvězdy, jejichž rektascenze se v daném okamžiku rovná hvězdnému času. Ze vzorce je také vidět, že hvězdný čas odpovídá hodinovému úhlu jarního bodu, který má nulovou rektascenzi. Nachází-li se jarní bod na meridiánu, je právě 0:00:00 místního hvězdného času.

## Algoritmus pro výpočet
Dříve byl hvězdný čas určován měřením, dnes se častěji používá jeho číselná aproximace, která vychází z dříve naměřených hodnot. Jako první je třeba aktuální datum (T) vyjádřit v juliánských stoletích od standardní epochy (J2000.0) dle vzorce
{\displaystyle T=(JD_{0}-2451545{,}0)/36525\,,}
kde {\displaystyle JD_{0}} je juliánské datum pro nejbližší předcházející půlnoc světového času (UT). Následně se k téže půlnoci UT spočte hvězdný čas v Greenwichi ({\displaystyle S_{0}}) dle aproximace třetího řádu:
{\displaystyle S_{0}=6{,}697374558+2400{,}05133691T+0{,}000025862T^{2}-0{,}0000000017T^{3}\,.}
Okamžik {\displaystyle t} vyjádříme jako dobu v hodinách, která uplynula od zmíněné půlnoci UT. Místní hvězdný čas pak v závislosti na zeměpisné poloze určíme dle vztahu
{\displaystyle S=S_{0}+1{,}0027379093t+l/15\,,}
kde {\displaystyle l} je zeměpisná délka pozorovacího místa ve stupních.
Součinitel {\displaystyle 1{,}0027379093} představuje výše diskutovaný rozdíl mezi délkou hvězdného a slunečního dne. Nakonec se hodnota {\displaystyle S} sníží o celistvé násobky 24 hodin tak, aby byla v intervalu 0 až 24 hodin.
Hodiny hvězdného času jsou proti běžně užívaným (slunečním) jednotkám pozměněné tak, aby otočka Země o 360° vůči vzdáleným hvězdám odpovídala 24 hvězdným hodinám. Hvězdný čas má tedy také hodnoty od 0 do 24 hodin a hodiny lze dělit na 60 minut, minuty na 60 sekund.

## Zajímavosti

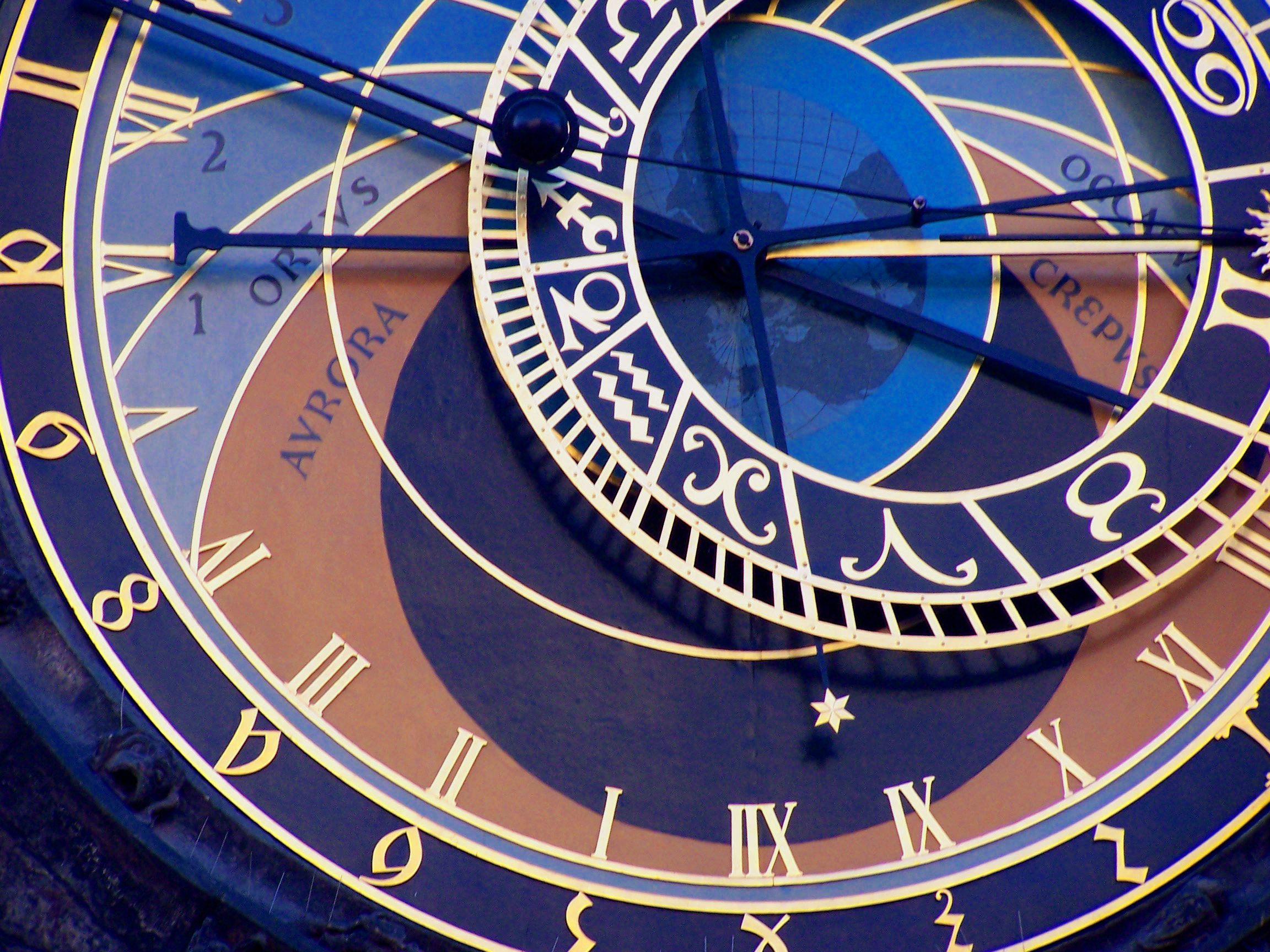
Staroměstský orloj ukazuje hvězdný čas šesticípou hvězdičkou

- Vzhledem k tomu, že hvězdný čas popisuje polohy hvězd vůči Zemi, užívají ho kromě astronomů také astrologové k sestavování horoskopu.
- Ukazatel hvězdného času je na astronomickém ciferníku staroměstského orloje jako ručička s malou zlatou šesticípou hvězdou.